# Placówki dyplomatyczne i konsularne w Polsce: O
Stan na: 23 grudnia 2024

## Oman
Brak placówki – Polskę obsługuje Ambasada Sułtanatu Omanu w Berlinie (Niemcy).